# Envoi
Un invio (in francese envoi, altrimenti detto in lingua italiana commiato, congedo, in occitano tornada), è una breve strofa o stanza posta alla fine di un componimento poetico, usata per rivolgersi al suo destinatario (una persona reale o immaginaria) oppure per commentare un fatto o il tema narrato nel corpo della composizione poetica.
L'envoi [in Francia] è anche il nome dato all'Ite missa est alla fine della celebrazione liturgica.

## Storia
L'envoi apparve per la prima volta nelle canzoni dei trovatori e trovieri medievali; esso si sviluppava come un indirizzo di omaggio all'amante del poeta o al suo mecenate o ad un amico. In quanto tale, l'envoi può essere considerato come un componimento a parte rispetto alla poesia stessa ed esprime la speranza, da parte del poeta, che il componimento poetico possa portare loro un qualche beneficio (i favori dell'amata/o, maggiore mecenatismo, e così via). Nel XIV secolo la poesia francese tendeva a spostarsi dalla canzone verso il testo scritto. Le due principali forme che si svilupparono in questa nuova poesia furono la ballade, che all'inizio usava un ritornello ma che si evolse fino ad includere un envoi, e lo chant royal, che usava un envoi sin dall'inizio.
I principali esponenti di queste forme furono Christine de Pizan e Carlo d'Orléans. Nell'opera di questi poeti la natura dell'envoi muta in modo significativo. Di tanto in tanto essi inserivano l'invocazione al Principe o a entità astratte personificate quali la Speranza o l'Amore a mo' di cifrario rivolto a una figura autorevole a cui i protagonista/i della poesia si appella/no o, come nel caso di alcune poesie di d'Orléans, si rivolgo/no a un effettivo membro della famiglia reale. Tuttavia, più di frequente nei lavori di questi poeti l'envoi serviva come un commentario sulle stanze precedenti, rafforzando o ironicamente scalzando il messaggio in esso contenuto.
Jean Froissart, nel suo adattamento del genere della pastourelle trobadorica alla forma del chant royal impiega ugualmente l'envoi. Il suo uso, tuttavia, è meno innovativo di quello di Pizan o d'Orléans. Gli envoi di Froissart sono immancabilmente indirizzati al Principe e usati per compendiare il contenuto delle stanze precedenti.
Fin dal XIV secolo, l'envoi è stato visto come una parte integrante di un certo numero di forme poetiche tradizionali, tra cui, oltre alla ballade e allo chant royal, il virelai nouveau e la sestina. In inglese, i componimenti poetici con envoi sono stati scritti da vari poeti come Austin Dobson, Algernon Swinburne ed Ezra Pound. G. K. Chesterton e Hilaire Belloc per un certo periodo aggiungevano l'envoi alle loro poesie umoristiche e satiriche.

## Contenuto e forma
Spesso contiene informazioni utili sul componimento (ad esempio luogo e data in cui è stato composto) e sullo stesso autore.
Nei generi dialogati, come la tensó, a ogni interlocutore corrisponde una tornada finale.
L'envoi ha una forma relativamente fluida, a seconda della forma dell'intero poema e delle esigenze e dei desideri del poeta. Normalmente esso è costituito da pochi versi rispetto alle stanze principali del poema e ripete inoltre le rime o i suoni utilizzati nelle altre stanze. Ad esempio lo chant royal è costituito da cinque stanze di undici versi con uno schema metrico a-b-a-b-c-c-d-d-e-d-E e un envoi di cinque versi con schema d-d-e-d-E.

## Esempi

### In lingua inglese
- Schema metrico: ABABBCBC + ABABBCBC + ABABBCBC + BCBC (envoi)

Where are the secrets it knew?
Weavings of plot and of plan?
–But where is the Pompadour, too?
This was the Pompadour's Fan!
(Austin Dobson 1840-1921 On a Fan)
- Schema metrico: ABABBABA + ABABBABA + ABABBABA + BABA (envoi)

Prince, I can hear the trumpet of Germinal,
The tumbrils toiling up the terrible way;
Even to-day your royal head may fall,
I think I will not hang myself to-day.
(G. K. Chesterton, A Ballade of Suicide)

### In lingua francese
Nella ballade (ballata francese), l'envoi è uguale alla metà delle altre stanze, e ripete, di solito, le rime della loro seconda "parte" della stanza e il verso finale, pressoché uguale per ogni stanza, a mo' di ritornello. Ecco, per esempio, l'envoi della Ballade de l'appel di Villon:
Prince, si j'eusse eu la pépie,
Pieça je fusse où est Clotaire,
Aux champs debout, comme ung espie :
Étoit-il lors temps de me taire ?
Il verso ripetuto alla fine di ogni stanza e alla fine dell'envoi è dunque "Estoit-il lors temps de me taire ?". In modo del tutto simile si comportano altre ballate di Villon (Ballade des dames du temps jadis, Ballade des seigneurs du temps jadis, Ballade de la Belle Heaulmière aux filles de joie, ecc.

### In lingua occitana
Quan chai la fuelha di Arnaut Daniel ha un congedo di quattro versi, ovvero la metà di ogni strofa, con rime identiche alla seconda metà dell'ultima stanza.
Vai t'en chanzos,
denan lei ti presenta,
que s'ill no fos
no'i meir'Arnautz s'ententa.

### In lingua italiana
La canzone Chiare, fresche, dolci acque del Petrarca è costituita da 5 stanze con schema metrico abCabCcdeeDfF + XyY (congedo)
Se tu avessi ornamenti, quant'hai voglia,
poresti arditamente
uscir del bosco, e gir in fra la gente.